# Ролич-Лидер, Вацлав
Вацлав Козма Дамиан Ролич-Лидер (пол. Wacław Koźma Damian Rolicz-Lieder; 27 сентября 1866, Варшава — 25 апреля 1912, Варшава, Царство Польское, Российская империя) — польский поэт-символист, переводчик. Один из основоположников течения Молодая Польша в искусстве.

## Биография
Сын немецкого-эмигранта и польки. В 1883 г. из-за конфликта с учителем был изгнал из русской гимназии, который позже описал в своём стихотворении «Szkoła (Poezje II)».
Продолжил учёбу в Кракове, изучал право в Ягеллонском университете.
Позже отправился за границу. Четыре года учился во Франции в парижской Национальной школе живых восточных языков (École Nationale des Langues Orientales Vivantes), а также в университете Вены. Изучал арабский язык. В 1897 г. вернулся в Варшаву.
Похоронен на варшавском кладбище Повонзки.

## Творчество

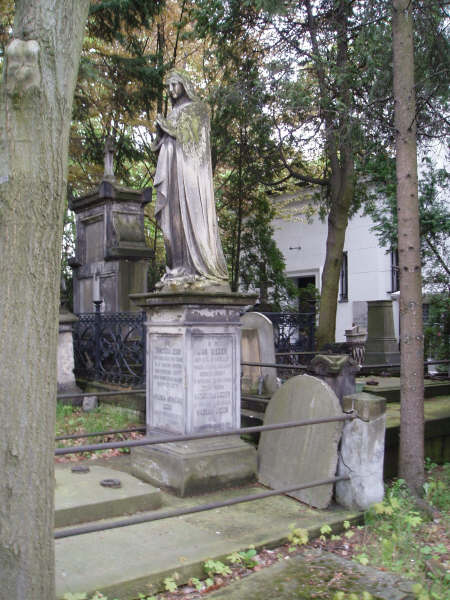
Могила поэта В. Ролич-Лидера на варшавском кладбище Повонзки

Дебютировал в 1888 г. опубликовав сборник поэзии «Poezje I». 
Поэт символистского склада и яркий представитель тенденции языкового экспериментаторства. Обучаясь в Париже, сблизился с поэтами круга С. Малларме и вслед за вождём французского символизма выступал за создание особого, метафорического и ассоциативного поэтического языка, принципиально отличающегося от повествовательно-прозаического. В шести книгах своих «Стихов» Ролич-Лидер стремился к музыкальности стиха, изысканным размерам и строфике.
Стоял у основ польского символизма. Один из самых оригинальных поэтов Молодой Польши.
Близкий друг немецкого поэта Стефана Георге, стихи которого переводил.

## Избранные произведения
- 1889 — Poezje I
- 1891 — Poezje II
- 1895 — Wiersze III
- 1896 — Moja Muza. Wierszów ciąg czwarty
- 1897 — Wiersze V
- 1898 — Wierszów księgi pierwsze, drugie i trzecie powtóre wydane (antologia)
- 1903 — Nowe wiersze
- 1906 — Pieśnie niepodległe